# Zarzecze (rejon nadwórniański)
Zarzecze (Zarzecze nad Prutem; ukr. Заріччя Zariczczia) – wieś w rejonie nadwórniańskim obwodu stanisławowskiego na ukraińskim Pokuciu. Leży na prawym brzegu rzeki Prut. Jesienią 1914 miejsce kilku starć Brygady Karpackiej. W sierpniu 1943 przez wieś przechodziły oddziały partyzanckie pod przywództwem Sidora Kowpaka.
1941–1944 siedziba gminy Zarzecze n/Prutem.
4 sierpnia 1944 zdobyta przez wojska radzieckie.